# Elaphoglossum crispipalea
Elaphoglossum crispipalea är en träjonväxtart som beskrevs av M. Kessler och Mickel. Elaphoglossum crispipalea ingår i släktet Elaphoglossum och familjen Dryopteridaceae. Inga underarter finns listade.